# Duparquet
| Ville de Duparquet       |                           |
| Prefeitura de Duparquet  |                           |
| Província                | Quebec                    |
| Condado                  | Abitibi-Ouest             |
| Fundado em               | 1916                      |
| Incorporado em           | 13 de Abril de 1933       |
| Prefeito                 | Gilbert Rivard            |
|                          |                           |
| Área                     |                           |
| - Cidade                 | 157,4 km², 60,8 mi²       |
| Fuso horário             | UTC -5/-4                 |
| População (2016)         |                           |
| - Cidade                 | 666                       |
| - Densidade              | 5,2 hab/km², 13,5 hab/mi² |
| Website: duparquet.ao.ca |                           |

Duparquet é uma cidade do Canadá, localizada na província de Quebec, às margens do Lago Duparquet. Sua área é de 157,4  km² e sua população é de 666 habitantes (do censo nacional de 2016).